# Spr*ing for you
「Spr*ing for you」（スプリング・フォー・ユー）は日本の女優である福田沙紀の楽曲。2010年3月3日に福田の7作目のシングルとしてEMIミュージック・ジャパンから発売された。

## 概要
作詞は尾上文、作曲は多保孝一による作品。春の別れの季節をイメージさせる歌である。同日発売の2ndオリジナル・アルバム『VOICE』には同曲のReprise Versionも収められている。
本作はCD+DVDの2枚組仕様で、「Spr*ing for you」のミュージック・ビデオとジャケット撮影&MV撮影メイキング映像入りDVD付、着せ替えジャケット×1枚（春の香り付ポストカード仕様/絵柄異なる3タイプ）、シングル&アルバム初回盤W購入者特典応募チラシが付属品となっている。

## タイトル表記
題名を「Spr*ing for you」と英語表記する時の「rとiの間の*」はCDジャケットでは桜の華をイメージさせる✿のデザインで描かれている。

## トラックリスト
| #         | タイトル                     | 作詞       | 作曲      | 編曲             | 時間  |
| --------- | ---------------------------- | ---------- | --------- | ---------------- | ----- |
| 1.        | 「Spr*ing for you」          | 尾上文     | 多保孝一  | 多保孝一・弦一徹 | 4:46  |
| 2.        | 「キオクのカケラ」           | 依田和夫   | 依田和夫  | 依田和夫         | 5:26  |
| 3.        | 「桜道」                     | 堀下さゆり | 千葉直樹  | 千葉直樹         | 6:20  |
| 4.        | 「Spr*ing for you(KARAOKE)」 |            |           |                  | 4:46  |
| 5.        | 「キオクのカケラ(KARAOKE)」  |            |           |                  | 5:26  |
| 6.        | 「桜道(KARAOKE)」            |            |           |                  | 6:16  |
| 合計時間: | 合計時間:                    | 合計時間:  | 合計時間: | 合計時間:        | 33:00 |